# Allmän plats

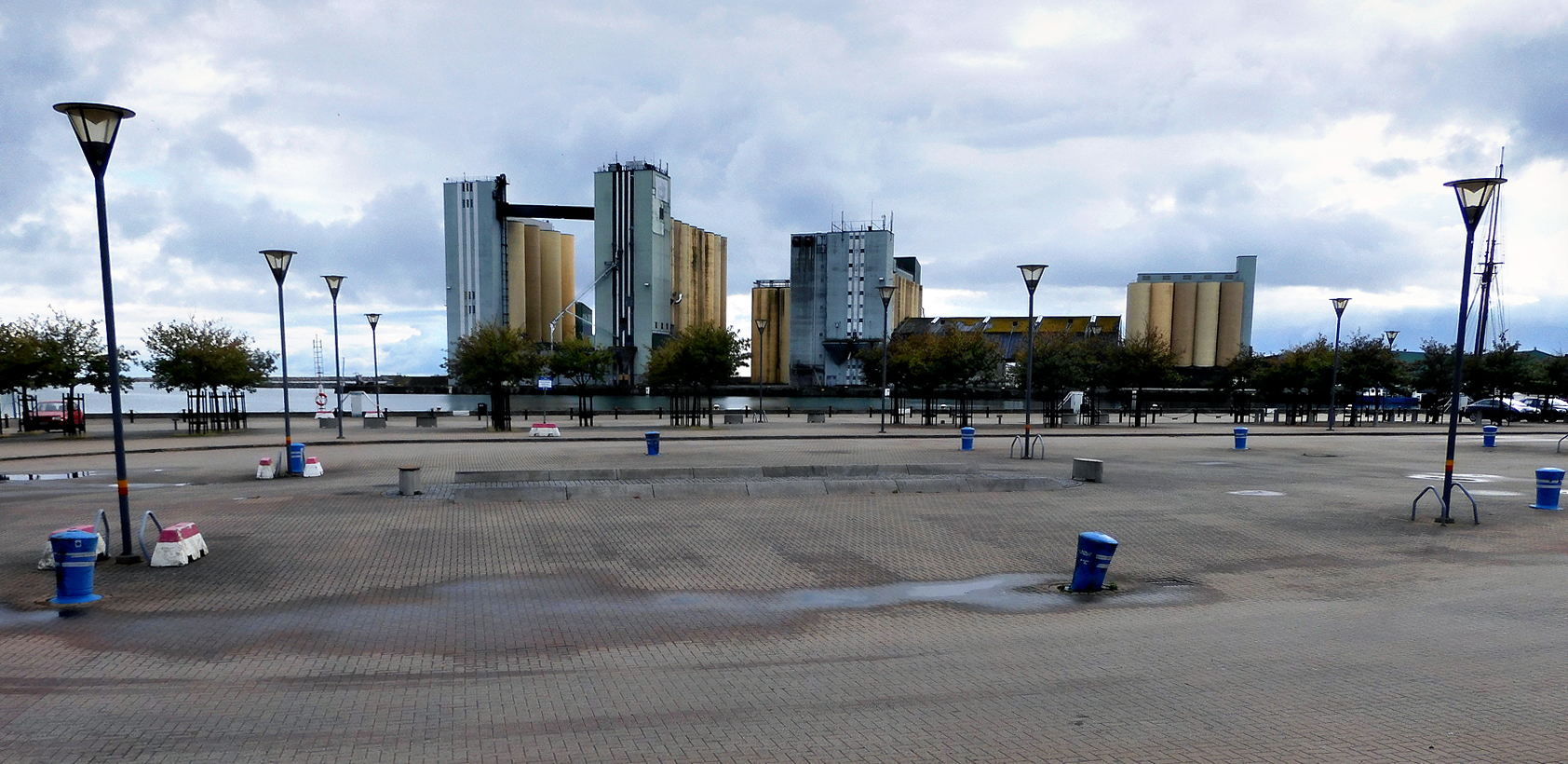
Hamnplan i Ystad är en allmän plats.

Allmän plats var ett svenskt juridiskt begrepp vars ursprung kommer från lagen Allmän ordningsstadga från 1956, som numera är upphävd och ersatt av Ordningslagen från 1993. Allmän plats avsåg då väg, gata, torg, park eller annat område som är tillgängligt för alla. Begreppet lever kvar som beskrivning i olika svenska lagar men har som juridisk term ersatts av offentlig plats.

## Historik och användning
Begreppet används på det stora hela inte idag, utan har ersatts med benämningen offentlig plats. Allmän plats förekommer dock fortfarande i regeringsformen, plan- och bygglagen ("en gata, en väg, en park, ett torg eller ett annat område som enligt en detaljplan är avsett för ett gemensamt behov") samt i vapenlagen och i brottsbalken. I brottsbalken avsåg/avser man då också butiker, kyrkor, restauranger, teatrar och tåg som allmänna platser under de tider som allmänheten har tillgång till dem ("öppettider"). Det svenska skyltningsförbudet för pornografisk bild från 1970 (ett förbud som fortfarande gäller) gäller visning på allmän plats. Möjligheten att fotografera gäller/gällde på allmän plats, så länge ingen tydligt förbud markeras av den som äger platsen.
Reglerna för allmän plats gäller oavsett vem som äger marken, om marken ska vara tillgänglig för allmänheten. Dock måste marken för att bli allmän plats tas i anspråk som sådan. Detta görs genom att en Lantmäteriförrättning genomförs, varvid hela eller i förekommande fall delar av fastigheten går över och blir allmän plats. I samband med övergången skall markägaren gottgöras ekonomiskt av den exempelvis samfällighet som tagit marken i anspråk som allmän plats.
En kommun markerar en allmän plats i sin detaljplan, vilket inkluderar vad den allmänna platsen ska användas till. Dessutom finns något inom plan- och bygglagen som betecknas pågående användning, vilket innebär att den dittills pågående användningen är tillåten tills ianspråktagande sker.